# PGP/MIME

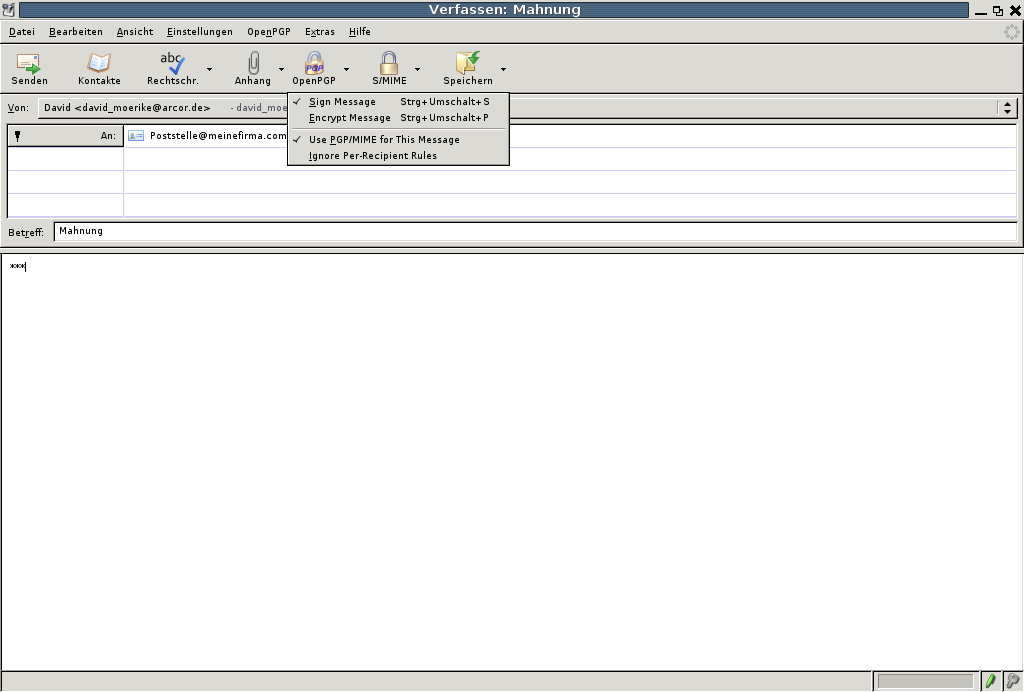
OpenPGP-Unterstützung in einem Mailprogramm

PGP/MIME ist eine spezielle Kodierung für die Verschlüsselung und das Signieren von E-Mails durch ein hybrides Kryptosystem. PGP/MIME-fähige Mailprogramme können zuverlässig erkennen, dass es sich bei der E-Mail und deren Anhänge um eine PGP-/GnuPG-verschlüsselte und/oder PGP-/GnuPG-signierte E-Mail handelt. Es ist in RFC 3156 spezifiziert.
Durch PGP/MIME ist es möglich, eine Nachricht im Ganzen, also inklusive aller Dateianlagen zu verschlüsseln und zu signieren, was standardmäßig auch geschieht. Ohne Kenntnis des privaten Empfängerschlüssels kann man nicht erkennen, ob Anhänge in der Mail kodiert oder welcher Art diese sind. Rückschlüsse auf den Inhalt einer Mail sind so nicht möglich.
Im Gegensatz zu Mozilla Thunderbird beherrschten bis Mitte 2008 einige populäre Mailprogramme PGP/MIME jedoch nicht, z. B. Microsoft Outlook, Outlook Express und das Mailmodul von Opera. Diese Mailprogramme zeigten dann in der Regel nur den Hinweistext „This is an OpenPGP/MIME encrypted message (RFC 2440 and 3156)“ an.
2006 beauftragte das Bundesamt für Sicherheit in der Informationstechnik (BSI) das Software-Paket Gpg4win zur Verschlüsselung von E-Mails und Dateien, welches das Nachfolgeprojekt von GnuPP aus dem Jahre 2001 ist. Seit Gpg4win 2.3.0 (veröffentlicht am 25. November 2015) ermöglicht das Plugin „GpgOL“ für Outlook 2010, 2013 und 2016 das Lesen von PGP/MIME und S/MIME E-Mails. Mozilla Thunderbird ab Version 78.2.1 (ältere Versionen bis 68 in Kombination mit Enigmail/pEp), GPG Mail, KMail oder K-9 Mail (mit OpenKeychain) versenden standardmäßig verschlüsselte Mails im MIME-Format.
Im Rohformat sieht eine PGP/MIME-kodierte Mail etwa wie folgt aus:
```
Return-Path: <absender@example.org>
Delivered-To: empfaenger@example.com
Received: from mail.example.com (localhost [127.0.0.1])
 by mail.example.com (ExampleMTA) with ESMTP id 776B01A40FA
 for <empfaenger@example.com; Mon, 17 Nov 2008 20:55:02 +0100 (CET)
Message-ID: <77922349882211@example.org>
From: Absender <absender@example.org>
User-Agent: ExampleMUA 1.0
MIME-Version: 1.0
To: Empfaenger <empfaenger@example.com>
Subject: PGP/MIME-Testmail
Content-Type: multipart/encrypted;
 protocol="application/pgp-encrypted";
 boundary="------------24i8m5cu37hapwm904t8v"

This is an OpenPGP/MIME encrypted message (
RFC
 
2440
 and 3156)
--------------24i8m5cu37hapwm904t8v
Content-Type: application/pgp-encrypted
Content-Description: PGP/MIME version identification

Version: 1

--------------24i8m5cu37hapwm904t8v
Content-Type: application/octet-stream; name="encrypted.asc"
Content-Description: OpenPGP encrypted message
Content-Disposition: inline; filename="encrypted.asc"

-----BEGIN PGP MESSAGE-----
Version: GnuPG v1.5.0 (GNU/Hurd)

SlCIp2OH5FGLfdWHISzTvSuoPw/e4s8EurdY/rVp4zfJ/kOs6fZadzKqZG7AGWnI
q0Npz0vb11RKAORbVMIf55lRaGIfBA2W+ddV/p17QsSJpOwO4QcnJGLS/aXr1paD
[...]
myL/Id+j96/hOBC1ylhz8EGSNml5GvhrstxHqRftr6S7DwZ/YM44J51kMX1ybYyf
X25sKEqWCr9Y1IiZGWiiA+jNL1+Mdx6l4+KxBbQ/TRiHPik=
=K731
-----END PGP MESSAGE-----

--------------24i8m5cu37hapwm904t8v--
```

## Alternativen
Bei PGP/INLINE wird jeder Anhang einzeln verschlüsselt. Der Dateiname ist lesbar und Rückschlüsse auf den Inhalt der Nachricht sind so möglich.
Bei S/MIME ist ähnlich zu PGP/MIME das Format der verschlüsselten E-Mail bzw. Anhänge standardisiert. Möglich ist ebenfalls die Verschlüsselung einer Nachricht im Ganzen, also inklusive der Anhänge. Rückschlüsse auf den Inhalt einer Mail sind somit schwer. S/MIME ist jedoch nicht zu den PGP-basierten PGP/INLINE und PGP/MIME kompatibel.

## Normen und Standards
OpenPGP ist als Request for Comments (RFC) standardisiert:
- RFC: 2015 – MIME Security with Pretty Good Privacy (PGP). 1996 (englisch).
  - Update RFC: 3156 – MIME Security with OpenPGP. 2001 (englisch).